# Кашель
Ка́шель (лат. tussis) — складний рефлекторний акт, який є частиною комплексу захисно-очищувальних реакцій органів дихання. Є симптомом багатьох захворювань, найчастіше виступає однією з ознак ураження дихальних шляхів і легень, але може спостерігатись іноді при патології органів травлення, кровообігу тощо. Зрідка виникає у здорових людей, зокрема при хвилюванні (так званий нервовий кашель), потраплянні у дихальні шляхи сторонніх тіл, тощо.
МКХ 10-го перегляду відносить кашель (код — R05) до класу «Симптоми, ознаки та відхилення від норми, які виявлені при лабораторних та клінічних дослідженнях, не класифіковані в інших рубриках», тим самим підкреслює, що кашель не є окремою нозологічною одиницею, але визнає його як важливу медичну проблему.
Міжнародна класифікація первинної медичної допомоги (ІСРС — 2), відносить кашель (код — R05) до рубрики «Дихальна система». Розглядає його як причину звернення до лікаря (симптом/скарга).

## Механізм
Кашльовий рефлекс контролює центральна нервова система — безпосередньо кашльовий центр, який міститься в довгастому мозку.
Пусковим механізмом кашлю є подразнення рецепторів порожнини носу, глотки, трахеї, бронхів, чутливих закінчень блукаючого нерва, які іннервують зовнішнє вухо, плевру, діафрагму, перикард, стравохід, шлунок. Найчутливіші кашльові зони розміщені в задній стінці глотки, голосовій щілині, трахеї та плеврі. Це — механо- і хеморецептори, яких існує три підтипи — ті, які швидко адаптуються (RAR) та ті, які повільно адаптуються (SAR), рецептори волокон С.
Провокують кашель:
- запалення (набряк слизової, патологічний секрет);
- механічне подразнення (зсередини — потрапляння в дихальні шляхи стороннього тіла, ззовні — збільшення лімфатичних вузлів або пухлина середостіння);
- хімічні речовини;
- гарячка.

Після передачі нервових імпульсів, в кашльовому центрі довгастого мозку формується реакція-відповідь. Кашльовий поштовх розпочинається з глибокого вдиху, а потім — відбувається раптовий, короткий, поштовхоподібний форсований видих після одночасного скорочення м'язів гортані, грудної клітки, живота, діафрагми. Розпочинається кашльовий акт при закритій голосовій щілині, а потім відбувається її відкриття.
Якщо кашель має центральне походження — подразнення в такому випадку йде з кори головного мозку.

## Види кашлю
«Адаптована клінічна настанова, заснована на доказах», що затверджена Наказом МОЗ України від 08.06.2015 р. № 327 підкреслює: «Точна оцінка кашлю допомагає визначити ступінь вираженості кашлю, ефективність лікування, а також може надати важливу діагностичну інформацію». За «Клінічними настановами для оцінки і лікування персистуючого кашлю у дітей і дорослих» (CICADA (Cough in Children and Adults: Diagnosis and Assessment) клінічна оцінка кашлю базується на встановленні тривалості симптому, етіологічного фактора, а також відповіді (або її відсутності) на терапію. Точна оцінка кашлю допомагає визначити ступінь вираженості кашлю, ефективність лікування, а також може надати важливу діагностичну інформацію.
Характеризують кашель за наступними ознаками:
- залежно від характеру мокротиння розрізняють кашель:

- сухий (непродуктивний, без виділення харкотиння; на початкових стадіях бронхіту, плевриту тощо);
- вологий (продуктивний, з відходженням харкотиння);

- за тривалістю — поділяють на гострий, підгострий, хронічний, рецидивний;
- за рівнем: нападоподібний спазматичний (при кашлюці), поверхневий, надсадний;
- за тембром: гавкаючий, глухий, сиплий, грудний, дзвінкий.

Тривалий і частий кашель призводить до емфіземи легень, легеневої недостатності. Різноманітність опису характеристик кашлю пояснюється необхідністю виявити першопричину кашлю, виключити невідкладні стани та анатомічні порушення, які супроводжуються кашлем, визначитись з локалізацією ураження. Це важливо для уточнення діагнозу основного захворювання.

## Причини кашлю

### Кашель як прояв хвороби системи органів дихання
Кашель є найчастішим симптомом захворювань респіраторної системи. Може виступати як ознакою враження органів дихання при окремої нозології (хронічний або гострий тонзиліт), так й супутником інфекційних, алергічних, травматичних, онкологічних процесів (алергічний риніт, рак бронхів, туберкульоз легень).
Спостерігається при:
- риніті та риносинуситі;
- тонзиліті;
- фарингіті;
- ларингіті;
- бронхіті та бронхіоліті;
- пневмонії;
- потраплянні стороннього об'єкта в дихальні шляхи;
- онкологічних захворювання дихальних органів.

Залежно від етіології, стадії, перебігу хвороби, кашель має різні ознаки та характеристики. З іншого боку, прояви кашлю при алергічному та вірусному риніті практично однакові. Тому для встановлення точного діагнозу важлива комплексна оцінка всіх проявів патологічного процесу.

### Вроджені вади розвитку
Кашель може спостерігатися при вроджених вадах розвитку органів грудної та черевної порожнини. Вроджені аномалії органів дихання (проста та кистозна гіпоплазія легені, трахеобронхомегалія (синдром Муньє-Куна), вроджена трахеобронхомаляція, недорозвинення хрящових кілець бронхів 3-8-го порядків (синдром Вільямса — Кемпбелла), вроджена лобарна емфізема, синдром Картагенера (синдром циліарної дискінезії) є чинниками, що сприяють розвитку бронхіту або пневмонії, симптомом яких виступає кашель.
Клінічні прояви при вроджених вадах серця та магістральних судин залежить від ступеню та характеру порушень гемодинаміки та розвитку серцево-легеневої недостатності. Кашель є одним із проявів субкомпенсації чи декомпенсації. Крім того, діти з вродженими вадами часто хворіють на запальні хвороби органів дихання. Вроджені деформації грудної клітки впливають на роботу серця, легенів та інших органів, розташованих у грудній порожнині, зумовлюючи порушення їхньої нормальної діяльності.

### Кашель, який спричинюють інфекційні захворювання
Кашель притаманний багатьом інфекційним захворюванням. Гострі респіраторні вірусні інфекції є найчастішою причиною кашлю. В окремих випадках за характером кашлю можна клінічно визначити діагноз навіть без верифікації збудника (коклюш).
Інфекційні хвороби, при яких кашель є ведучим:
- грип та інші гострі респіраторні вірусні інфекції (ГРВІ);
- легіонельоз, орнітоз та інші інфекційні хвороби, які перебігають з атиповою пневмонією;
- коклюш/кашлюк;
- паракоклюш;
- кір;
- туберкульоз легень;
- легенева форма чуми;
- легенева форма туляремії.

### Кашель при патології системи кровообігу
Внаслідок захворювань серця виникає розлади гемодинаміки, що призводять до застою крові в системі легеневих артерій та підвищенню тиску в малому колі кровообігу, порушенню оксигенації. Гіпоксія виступає пусковим механізмом для розростання сполучної тканини в дрібних судинах, зменшення об'єму циркулюючої крові та зростання внутрішньосудинного тиску. Застій крові в мікроциркуляторному руслі сприяє підвищенню проникності артеріол для плазми та клітин крові, розвитку склерозу легеневої тканини.
Причини гострої серцевої недостатності:
- фібриляція;
- трансмуральний інфаркт міокарду;
- тромбоємболія великих стовбурів легеневої артерії.
- вади клапанів серця;
- постінфарктний кардіосклероз;
- кардіоміопатія.

Гостра серцева недостатність спричинює серцеву астму та набряк легень. Хронічні дихальні розлади розвиваються поступово. Кашель при серцево-судинної патології свідчить про декомпенсацію процесу та супроводжується іншими симптомами: ціанозом, порушенням частоти та ритму серцевих скорочень, набуханням шийних вен, появою набряків.

### Кашель як наслідок хвороб травної системи
Сухий кашель як позастравохідний симптом гастроезофагеальної рефлюксної хвороби спричинює аспірація вмісту шлунку до бронхіального дерева або бронхоспазм внаслідок рефлекторного подразнення блукаючого нерву в нижній частині стравоходу. Кашель спостерігається при дивертикулі стравоходу, трахео-стравохідній та стравохідно-бронхіальній норицях.

### Психогенний кашель
Спостерігається лише в період неспання, за характеристиками сухий, постійний, нав'язливий, не посилюється при фізичному навантаженні, зменшується, коли людина розмовляє, співає, читає вірші. Може виникати у дітей з трьох років.

## Обстеження
При скаргах на кашель лікар з'ясовує анамнез: термін початку кашлю, супутні симптоми (задишка, біль у грудях, гарячка, втрата ваги тіла), характер мокротиння (є або немає, якщо є — кількість, наявність домішок крові, гною тощо), наявність хронічних захворювань. При огляді пацієнта проводиться підрахунок частоти дихання та серцевих скорочень, огляд шкіри, грудної клітки, перкусія та аускультація легень, визначають сатурацію кисню.
Пацієнт має бути направлений на:
- клінічний аналіз крові;
- бактеріологічне обстеження мокротиння або посів вмісту ротоглотки;
- рентгенографічне або флюорографічне обстеження органів грудної клітки;
- спірографію

У разі необхідності слід здійснити:
- шкірні алергологічні тести;
- бронхоскопію.

Показаннями до додаткового обстеження при кашлі можуть служити кровохаркання, задишка, прояви системного захворювання, підозра на аспірацію чужорідного тіла і рак легенів, тривалість гарячки більше 3-х днів, серйозні супутні захворювання — хронічне обструктивне захворювання легень (ХОЗЛ), бронхіальна астма, цукровий діабет, захворювання серцево-судинної системи; збереження кашлю понад 3-х тижнів.
Не завжди необхідно проводити всі вищезгадані методи діагностики, іноді вже після огляду хворого лікар може сформулювати діагноз. У кожному конкретному випадку при скаргах на кашель, спеціаліст має визначити, чи потребує пацієнт термінової госпіталізації.

## Загрозливі стани
Гострий кашель зазвичай перебігає доброякісно, не вимагає додаткового дослідження і минає без медикаментозного лікування. Але іноді кашльовий рефлекс виступає першою ознакою тяжкої патології.
Необхідно негайно звернутись до лікаря при наступних супутніх симптомах:
- кашель не минає 2-3 тижня;
- задишка;
- біль у грудної клітці;
- мокротиння гнійного характеру;
- кровохаркання;
- гавкаючий кашель у дитини;
- осиплість голосу;
- тривала гарячка;
- пітливість вночі;
- різка втрата ваги тіла;

При дихальній недостатності встановлюється її ступінь та механізм ураження дихальних шляхів: порушення прохідності, механіки чи іннервації.

## Лікування
При лікуванні кашлю слід усунути, в першу чергу, основне захворювання. Для безпосереднього впливу на кашель використовують відхаркувальні засоби, речовини і фітотерапевтичні засоби, але в окремих випадках їхнє призначення може спричинити ускладнення хвороби, тому не слід вживати навіть безрецептурні лікарські засоби, не порадившись з лікарем. Щоб уникнути наростання кашлю, слід припинити курити.
Оскільки ГРВІ, як основна причина кашлю, мають вірусну природу, застосування антимікробних засобів при гостро виникаючому кашлі не приносить користі. Антибіотики можна рекомендувати хворим з бактеріальними ураженнями легенів, зокрема при пневмонії, туберкульозі.
Необхідно пам'ятати, що при кашлі або чханні при інфекційних хворобах можливе поширення збудників, тому необхідно здійснювати «етикет кашлю» — відвертатися від людей під час кашлю, користуватися носовою хусткою, не забувати мити руки тощо.

## Цікаві факти
- На рубежі XIX та XX століть для терапії кашлю призначались препарати героїну. [Архівовано 12 Червня 2018 у Wayback Machine.]
- Жителі Стародавнього Межиріччя лікували кашель компресами та коренем солодки, а Стародавні греки — чорною редькою. [Архівовано 12 Червня 2018 у Wayback Machine.]
- В XIX столітті в Йоркширі дітей, хворих на кашлюк, годували супом із 9 жабок. [Архівовано 12 Червня 2018 у Wayback Machine.]
- Кашель може виступати єдиним симптомом бронхіальної астмі. [Архівовано 28 Березня 2018 у Wayback Machine.]
- Кашель є одним з трьох найчастіших симптомів при респіраторній вірусній інфекції. [Архівовано 12 Червня 2018 у Wayback Machine.]
- Під час кашлю повітряний потік у дихальних шляхах у 5 разів швидший за ураган та може досягати 800 км/год. [Архівовано 12 Червня 2018 у Wayback Machine.]
- Кашляти можуть не лише ссавці, але й риби [Архівовано 12 Червня 2018 у Wayback Machine.].